# 夕放鸢尾属
夕放鸢尾属（学名：Savannosiphon）是鸢尾科的一个属，是种开花植物，于1980年首次被描述为新种。它仅包含一个已知物种，即夕放鸢尾（Savannosiphon euryphylla），原产于热带非洲（扎伊尔、坦桑尼亚、马拉维、莫桑比克、津巴布韦）。
属名源自稀树草原（savanna）和希腊语siphon（意为“管”），暗示了它的栖息地和花被管的结构。